# Biroella bolivari
Biroella bolivari är en insektsart som beskrevs av Kuthy 1911. Biroella bolivari ingår i släktet Biroella och familjen Morabidae.

## Underarter
Arten delas in i följande underarter:
- B. b. bolivari
- B. b. luteofemorata
- B. b. polita
- B. b. schultzei